# 2018–2019-es holland labdarúgó-bajnokság (első osztály)
Ez volt az Eredivisie 63. szezonja.
A 2018–2019-es holland labdarúgó-bajnokság első osztálya (hivatalos nevén: Eredivisie 2018/19) ahogy már hosszú ideje, most is 18 csapat részvételével zajlott le. Idén a bajnoki címvédő a PSV Eindhoven együttese volt, az utolsó 4 szezonban már 3. alkalommal. A bajnokság alapszakasza augusztus 10-én kezdődött meg az 1. fordulóval és május 15-én ért véget a 33. fordulóval. Lejátszották mind a 34 fordulót de egy döntés miatt a 34. fordulót hamarabb játszották le mint a 33. fordulót.
Ezen szezonban volt egy nagy hiányzó és egy debütáns is. A tavalyi szezonban kiesett a 4. legnagyobb költségvetéssel működő holland klubcsapat a Twente Enschede, így 34 év után most először nem 
volt ott az Eredivisie-ben. A tavaly feljutást kiharcoló FC Emmen csapata pedig története során most jutott fel először az első osztályba.
A bajnokságot végül nagy csatában az AFC Ajax csapata nyerte meg 4 év után újra. A PSV Eindhoven a 3. fordulótól a 28. fordulóig az élen állt de végül nem sikerült megvédeniük a címüket. Az Ajax-nak végül az utolsó előtti fordulóban vált biztossá a siker de hivatalosan csak az utolsó fordulóban nyerték meg a 34. bajnoki címüket. Így idén az ezüstérmes a PSV Eindhoven csapata lett akik 6 év után lettek újra másodikak. Akárcsak tavaly, idén is kiesett mind a 3 csapat az Eredivise-ből.
Az idei szezonban 28 év után – utoljára az 1990/91-es szezonban – újra két játékos nyerte meg a gólkirályi címet. A PSV Eindhoven holland támadója Luuk de Jong és az AFC Ajax szerb támadója Dušan Tadić 28-28 góllal végeztek az élen.
Mivel az idei szezonban mind a bajnokságot, mind a holland-kupát az AFC Ajax nyerte meg, ezért a 4. helyen végzett AZ Alkmaar csapata vehette át a holland kupagyőztesnek járó indulási jogot a következő szezonbeli Európa Ligában mivel az Ajax a BL-ben indulhat. Ezért idén az 5.-8. helyezett csapatok indulhattak a bajnokság alapszakaszának végeztével az EL-play off-ban.
Mivel a 2017/18-as szezon végeztével az Eredivisie csupán a 14. helyen állt a bajnokságok UEFA-ranglistáján, ezért a következő – 2019/20-as – szezonban az idei holland bajnok már nem a Bajnokok Ligája rájátszásban hanem csak a 3. selejtezőkörben kezd.
Ebben a szezonban már itt is használták a videóbírót.

## Csapatváltozások az előző szezonhoz képest
Íme azon csapatok, amelyek a tavalyi szezon befejeztével kiestek az Eerste Divisiebe illetve onnan feljutottak az Eredivisiebe
Kiestek a másodosztályba
- Twente Enschede (34 év után esett ki)
- Roda Kerkrade
- Sparta Rotterdam

Feljutottak az élvonalba
- Fortuna Sittard
- FC Emmen (debütáló csapat)
- De Graafschap

## Bajnokságban részt vevő csapatok
A holland labdarúgó-bajnokság 2018–19-es szezonjának első osztályát is 18 csapat részvételével rendezik meg. Az idei bajnoki szezonban a következő csapatok vesznek részt:
| A csapat neve   | Tartomány     | A csapat székhelye | A csapat stadionja       | Befogadóképesség |
| --------------- | ------------- | ------------------ | ------------------------ | ---------------- |
| ADO Den Haag    | Dél-Holland   | Hága               | Kyocera Stadion          | 15 000           |
| AFC Ajax        | Észak-Holland | Amszterdam         | Johan Cruijff Arena      | 54 990           |
| AZ Alkmaar      | Észak-Holland | Alkmaar            | AFAS Stadion             | 17 150           |
| FC Emmen        | Drenthe       | Emmen              | De Oude Meerdijk         | 8 600            |
| Excelsior       | Dél-Holland   | Rotterdam          | Stadion Woudestein       | 3 531            |
| Feyenoord       | Dél-Holland   | Rotterdam          | De Kuip                  | 51 577           |
| Fortuna Sittard | Limburg       | Sittard            | Fortuna Sittard Stadion  | 12 511           |
| De Graafschap   | Gelderland    | Doetinchem         | De Vijverberg            | 12 600           |
| FC Groningen    | Groningen     | Groningen          | Euroborg                 | 22 550           |
| SC Heerenveen   | Frízföld      | Heerenveen         | Abe Lenstra Stadion      | 26 100           |
| Heracles        | Overijssel    | Almelo             | Polman Stadion           | 12 500           |
| NAC             | Észak-Brabant | Breda              | Rat Verlegh Stadion      | 19 000           |
| PEC Zwolle      | Overijssel    | Zwolle             | Ijsseldelta Stadion      | 12 500           |
| PSV             | Észak-Brabant | Eindhoven          | Philips Stadion          | 36 500           |
| FC Utrecht      | Utrecht       | Utrecht            | Stadion Galgenwaard      | 24 426           |
| Vitesse Arnhem  | Gelderland    | Arnhem             | GelreDome                | 25 000           |
| VVV             | Limburg       | Venlo              | De Koel                  | 8 000            |
| Willem Tilburg  | Észak-Brabant | Tilburg            | Koning Willem II-stadion | 14 500           |

### Adatok a csapatokról
| Csapat              | Elnök           | Edző                     | Csapatkapitány    | Mez márkája  | Mezszponzor         |
| ------------------- | --------------- | ------------------------ | ----------------- | ------------ | ------------------- |
| ADO Den Haag        | Ben Knüppe      | Alfons Groenendijk       | Aaron Meijers     | Erreà        | Cars Jeans          |
| AFC Ajax            | Hennie Henrichs | Erik ten Hag             | Matthijs de Ligt  | Adidas       | Ziggo               |
| AZ Alkmaar          | René Neelissen  | John van den Brom        | Ron Vlaar         | Under Armour | AFAS software       |
| FC Emmen            | Ronald Lubbers  | Dick Lukkien             | Dennis Telgenkamp | Beltona      | Noordlease          |
| Excelsior Rotterdam | Bob de Lange    | Adrie Poldervaart        | Ryan Koolwijk     | Quick        | DSW Zorgverzekeraar |
| Feyenoord           | Gerard Hoetmer  | Giovanni van Bronckhorst | Robin van Persie  | Adidas       | Qurrent             |
| Fortuna Sittard     | Işıtan Gün      | René Eijer               | Wessel Dammers    | Masita       | Sparr Finance       |
| De Graafschap       | Martin Mos      | Henk de Jong             | Sven Nieuwpoort   | Nike         | Flexfactory         |
| FC Groningen        | Arie Wink       | Danny Buijs              | Sergio Padt       | Puma         | Payt                |
| SC Heerenveen       | Luuc Eisenga    | Jan Olde Riekerink       | Stijn Schaars     | Jako         | GroenLeven          |
| Heracles Almelo     | Hans Bredewoud  | Frank Wormouth           | Robin Pröpper     | Acerbis      | Asito               |
| NAC Breda           | Wim van Aalst   | Mitchell van der Gaag    | Menno Koch        | Legea        | CM Payments         |
| PEC Zwolle          | Adriaan Visser  | Jaap Stam                | Bram van Polen    | Craft        | Molecaten           |
| PSV Eindhoven       | Jan Albers      | Mark van Bommel          | Luuk de Jong      | Umbro        | Energiedirect.nl    |
| FC Utrecht          | Paul Verhoeff   | Dick Advocaat            | Willem Janssen    | Hummel       | Zorg van de zaak    |
| Vitesse Arnhem      | Yevgeny Merkel  | Leonid Sloetski          | Bryan Linssen     | Macron       | SWOOP               |
| VVV Venlo           | Hai Berden      | Maurice Steijn           | Danny Post        | Masita       | Seacon Logistics    |
| Willem Tilburg      | Jack Buckens    | Adrie Koster             | Jordens Peters    | Robey        | Tricorp             |

### Edzőcserék
| Csapat          | Távozó edző           | Ok                         | Dátum               | Érkező edző           | Dátum                |
| --------------- | --------------------- | -------------------------- | ------------------- | --------------------- | -------------------- |
| Excelsior       | Mitchell van der Gaag | Szerződés lejárta          | 2018. július 1.     | Adrie Poldervaart     | 2018. július 1.      |
| Fortuna Sittard | Claudio Braga         | Átmeneti időszak lejárta   | 2018. július 1.     | René Eijer            | 2018. július 1.      |
| FC Groningen    | Ernest Faber          | Szerződés lejárta          | 2018. július 1.     | Danny Buijs           | 2018. július 1.      |
| SC Heerenveen   | Jurgen Streppel       | Szerződés lejárta          | 2018. július 1.     | Jan Olde Riekerink    | 2018. július 1.      |
| Heracles Almelo | John Stegeman         | Szerződés lejárta          | 2018. július 1.     | Frank Wormuth         | 2018. július 1.      |
| NAC Breda       | Stijn Vreven          | Szerződés lejárta          | 2018. július 1.     | Mitchell van der Gaag | 2018. július 1.      |
| Vitesse Arnhem  | Edward Sturing        | Átmeneti időszak lejárta   | 2018. július 1.     | Leonid Sloetski       | 2018. július 1.      |
| Willem Tilburg  | Reinier Robbemond     | Átmeneti időszak lejárta   | 2018. július 1.     | Adrie Koster          | 2018. július 1.      |
| PSV Eindhoven   | Phillip Cocu          | Eligazolt a Fenerbahçe-hoz | 2018. július 1.     | Mark van Bommel       | 2018. július 1.      |
| FC Utrecht      | Jean-Paul de Jong     | Rossz teljesítmény         | 2018. szeptember 4. | Dick Advocaat         | 2018. szeptember 17. |
| PEC Zwolle      | John van ’t Schip     | Gyenge teljesítmény        | 2018. december 19.  | Jaap Stam             | 2019. január 1.      |
| NAC Breda       | Mitchell van der Gaag | Gyenge teljesítmény        | 2019. március 18.   | Ruud Brood            | 2019. március 25.    |
| Excelsior       | Adrie Poldervaart     | Gyenge teljesítmény        | 2019. április 4.    | Ricardo Moniz         | 2019. április 8.     |
| SC Heerenveen   | Jan Olde Riekerink    | Gyenge teljesítmény        | 2019. április 10.   | Johnny Jansen         | 2019. április 10.    |

## Tabella
| Hely. | Csapat            | M  | Gy | D  | V  | G+  | G– | Gk  | P  | Továbbjutás vagy kiesés          |
| ----- | ----------------- | -- | -- | -- | -- | --- | -- | --- | -- | -------------------------------- |
| 1.    | AFC Ajax KGY      | 34 | 28 | 2  | 4  | 119 | 32 | +87 | 86 | Bajnokok Ligája, 3. selejtezőkör |
| 2.    | PSV Eindhoven CV  | 34 | 26 | 5  | 3  | 98  | 26 | +72 | 83 | Bajnokok Ligája, 2. selejtezőkör |
| 3.    | Feyenoord         | 34 | 20 | 5  | 9  | 75  | 41 | +34 | 65 | Európa-liga, 3. selejtezőkör     |
| 4.    | AZ Alkmaar        | 34 | 17 | 7  | 10 | 64  | 43 | +21 | 58 | Európa-liga, 2. selejtezőkör     |
| 5.    | Vitesse Arnhem    | 34 | 14 | 11 | 9  | 70  | 51 | +19 | 53 | Európa-liga, play off            |
| 6.    | FC Utrecht        | 34 | 15 | 8  | 11 | 60  | 51 | +9  | 53 | Európa-liga, play off            |
| 7.    | Heracles Almelo   | 34 | 15 | 3  | 16 | 61  | 68 | −7  | 48 | Európa-liga, play off            |
| 8.    | FC Groningen      | 34 | 13 | 6  | 15 | 39  | 41 | −2  | 45 | Európa-liga, play off            |
| 9.    | ADO Den Haag      | 34 | 12 | 9  | 13 | 58  | 63 | −5  | 45 |                                  |
| 10.   | Willem Tilburg    | 34 | 13 | 5  | 16 | 58  | 72 | −14 | 44 |                                  |
| 11.   | SC Heerenveen     | 34 | 10 | 11 | 13 | 64  | 73 | −9  | 41 |                                  |
| 12.   | VVV-Venlo         | 34 | 11 | 8  | 15 | 47  | 63 | −16 | 41 |                                  |
| 13.   | PEC Zwolle        | 34 | 11 | 6  | 17 | 44  | 57 | −13 | 39 |                                  |
| 14.   | FC Emmen Ú        | 34 | 10 | 8  | 16 | 41  | 72 | −31 | 38 |                                  |
| 15.   | Fortuna Sittard Ú | 34 | 9  | 7  | 18 | 50  | 80 | −30 | 34 |                                  |
| 16.   | Excelsior         | 34 | 9  | 6  | 19 | 46  | 79 | −33 | 33 | Osztályozó                       |
| 17.   | De Graafschap Ú   | 34 | 8  | 5  | 21 | 38  | 75 | −37 | 29 | Osztályozó                       |
| 18.   | NAC Breda         | 34 | 5  | 8  | 21 | 29  | 74 | −45 | 23 | Eerste Divisie                   |

| A 2018/2019-es szezon bajnoka |
| ----------------------------- |
| AFC Ajax 34. cím              |

## Tabellák

### Hazai – Idegenbeli
| Poz. | CSAPAT          | MSZ | GY | D | V | PTK | L.G. | K.G. | GK. |
| ---- | --------------- | --- | -- | - | - | --- | ---- | ---- | --- |
| 1.   | PSV Eindhoven   | 17  | 16 | 1 | 0 | 49  | 58   | 7    | +51 |
| 2.   | AFC Ajax        | 17  | 15 | 2 | 0 | 47  | 70   | 13   | +57 |
| 3.   | Feyenoord       | 17  | 14 | 0 | 3 | 42  | 43   | 16   | +27 |
| 4.   | Vitesse         | 17  | 10 | 6 | 1 | 36  | 45   | 25   | +20 |
| 5.   | AZ Alkmaar      | 17  | 11 | 3 | 3 | 36  | 35   | 15   | +20 |
| 6.   | Heracles Almelo | 17  | 11 | 0 | 6 | 33  | 42   | 32   | +10 |
| 7.   | FC Utrecht      | 17  | 9  | 5 | 3 | 32  | 30   | 16   | +14 |
| 8.   | FC Groningen    | 17  | 10 | 1 | 6 | 31  | 26   | 16   | +10 |
| 9.   | Fortuna Sittard | 17  | 7  | 5 | 5 | 26  | 30   | 26   | +4  |
| 10.  | ADO Den Haag    | 17  | 7  | 4 | 6 | 25  | 33   | 32   | +1  |
| 11.  | VVV-Venlo       | 17  | 7  | 3 | 7 | 24  | 25   | 25   | 0   |
| 12.  | Excelsior       | 17  | 6  | 4 | 7 | 22  | 27   | 36   | −9  |
| 13.  | PEC Zwolle      | 17  | 6  | 3 | 8 | 21  | 31   | 31   | 0   |
| 14.  | De Graafschap   | 17  | 6  | 3 | 8 | 21  | 25   | 28   | −3  |
| 15.  | Willem II       | 17  | 6  | 2 | 9 | 20  | 26   | 33   | −7  |
| 16.  | FC Emmen        | 17  | 5  | 5 | 7 | 20  | 23   | 31   | −8  |
| 17.  | SC Heerenveen   | 17  | 4  | 7 | 6 | 19  | 27   | 35   | −8  |
| 18.  | NAC Breda       | 17  | 4  | 6 | 7 | 18  | 18   | 30   | −12 |

| Poz. | CSAPAT          | MSZ | GY | D | V  | PTK | L.G. | K.G. | GK. |
| ---- | --------------- | --- | -- | - | -- | --- | ---- | ---- | --- |
| 1.   | AFC Ajax        | 17  | 13 | 0 | 4  | 39  | 49   | 19   | +30 |
| 2.   | PSV Eindhoven   | 17  | 10 | 4 | 3  | 34  | 40   | 19   | +21 |
| 3.   | Willem II       | 17  | 7  | 3 | 7  | 24  | 32   | 39   | −7  |
| 4.   | Feyenoord       | 17  | 6  | 5 | 6  | 23  | 32   | 25   | +7  |
| 5.   | AZ Alkmaar      | 17  | 6  | 4 | 7  | 22  | 29   | 28   | +1  |
| 6.   | SC Heerenveen   | 17  | 6  | 4 | 7  | 22  | 37   | 38   | −1  |
| 7.   | FC Utrecht      | 17  | 6  | 3 | 8  | 21  | 30   | 35   | −5  |
| 8.   | ADO Den Haag    | 17  | 5  | 5 | 7  | 20  | 25   | 31   | −6  |
| 9.   | PEC Zwolle      | 17  | 5  | 3 | 9  | 18  | 13   | 26   | −13 |
| 10.  | FC Emmen        | 17  | 5  | 3 | 9  | 18  | 18   | 41   | −23 |
| 11.  | Vitesse         | 17  | 4  | 5 | 8  | 17  | 25   | 26   | −1  |
| 12.  | VVV-Venlo       | 17  | 4  | 5 | 8  | 17  | 22   | 38   | −16 |
| 13.  | Heracles Almelo | 17  | 4  | 3 | 10 | 15  | 19   | 36   | −17 |
| 14.  | FC Groningen    | 17  | 3  | 5 | 9  | 14  | 13   | 25   | −12 |
| 15.  | Excelsior       | 17  | 3  | 2 | 12 | 11  | 19   | 43   | −24 |
| 16.  | Fortuna Sittard | 17  | 2  | 2 | 13 | 8   | 20   | 54   | −34 |
| 17.  | De Graafschap   | 17  | 2  | 2 | 13 | 8   | 13   | 47   | −34 |
| 18.  | NAC Breda       | 17  | 1  | 2 | 14 | 5   | 11   | 44   | −33 |

### Őszi – Tavaszi szezon
| Poz. | CSAPAT          | MSZ | GY | D | V  | PTK | L.G. | K.G. | GK. |
| ---- | --------------- | --- | -- | - | -- | --- | ---- | ---- | --- |
| 1.   | PSV Eindhoven   | 17  | 16 | 0 | 1  | 48  | 60   | 8    | +52 |
| 2.   | AFC Ajax        | 17  | 15 | 1 | 1  | 46  | 60   | 8    | +52 |
| 3.   | Feyenoord       | 17  | 11 | 3 | 3  | 36  | 35   | 20   | +15 |
| 4.   | FC Utrecht      | 17  | 8  | 4 | 5  | 28  | 30   | 23   | +7  |
| 5.   | Vitesse         | 17  | 7  | 5 | 5  | 26  | 27   | 21   | +6  |
| 6.   | Heracles Almelo | 17  | 8  | 2 | 7  | 26  | 33   | 35   | -2  |
| 7.   | AZ Alkmaar      | 17  | 7  | 4 | 6  | 25  | 30   | 26   | +4  |
| 8.   | VVV-Venlo       | 17  | 6  | 5 | 6  | 23  | 21   | 24   | -3  |
| 9.   | Fortuna Sittard | 17  | 5  | 5 | 7  | 20  | 29   | 30   | -1  |
| 10.  | SC Heerenveen   | 17  | 5  | 5 | 7  | 20  | 36   | 39   | -3  |
| 11.  | ADO Den Haag    | 17  | 5  | 5 | 7  | 20  | 23   | 34   | -11 |
| 12.  | Willem II       | 17  | 5  | 4 | 8  | 19  | 26   | 34   | -8  |
| 13.  | FC Emmen        | 17  | 4  | 5 | 8  | 17  | 19   | 36   | -17 |
| 14.  | Excelsior       | 17  | 4  | 4 | 9  | 16  | 23   | 45   | -22 |
| 15.  | FC Groningen    | 17  | 4  | 3 | 10 | 15  | 18   | 28   | -10 |
| 16.  | PEC Zwolle      | 17  | 4  | 3 | 10 | 15  | 17   | 30   | -13 |
| 17.  | NAC Breda       | 17  | 4  | 3 | 10 | 15  | 21   | 38   | -17 |
| 18.  | De Graafschap   | 17  | 3  | 3 | 11 | 12  | 14   | 43   | -29 |

| Poz. | CSAPAT          | MSZ | GY | D | V  | PTK | L.G. | K.G. | GK. |
| ---- | --------------- | --- | -- | - | -- | --- | ---- | ---- | --- |
| 1.   | AFC Ajax        | 17  | 13 | 1 | 3  | 40  | 59   | 24   | +35 |
| 2.   | PSV Eindhoven   | 17  | 10 | 5 | 2  | 35  | 38   | 18   | +20 |
| 3.   | AZ Alkmaar      | 17  | 10 | 3 | 4  | 33  | 34   | 17   | +17 |
| 4.   | FC Groningen    | 17  | 9  | 3 | 5  | 30  | 21   | 13   | +8  |
| 5.   | Feyenoord       | 17  | 9  | 2 | 6  | 29  | 40   | 21   | +19 |
| 6.   | Vitesse         | 17  | 7  | 6 | 4  | 27  | 43   | 30   | +13 |
| 7.   | ADO Den Haag    | 17  | 7  | 4 | 6  | 25  | 35   | 29   | +6  |
| 8.   | FC Utrecht      | 17  | 7  | 4 | 6  | 25  | 30   | 28   | +2  |
| 9.   | Willem II       | 17  | 8  | 1 | 8  | 25  | 32   | 38   | −6  |
| 10.  | PEC Zwolle      | 17  | 7  | 3 | 7  | 24  | 27   | 27   | 0   |
| 11.  | Heracles Almelo | 17  | 7  | 1 | 9  | 22  | 28   | 33   | −5  |
| 12.  | SC Heerenveen   | 17  | 5  | 6 | 6  | 21  | 28   | 34   | −6  |
| 13.  | FC Emmen        | 17  | 6  | 3 | 8  | 21  | 22   | 36   | −14 |
| 14.  | VVV-Venlo       | 17  | 5  | 3 | 9  | 18  | 26   | 39   | −13 |
| 15.  | De Graafschap   | 17  | 5  | 2 | 10 | 17  | 24   | 32   | −8  |
| 16.  | Excelsior       | 17  | 5  | 2 | 10 | 17  | 23   | 34   | −11 |
| 17.  | Fortuna Sittard | 17  | 4  | 2 | 11 | 14  | 21   | 50   | −29 |
| 18.  | NAC Breda       | 17  | 1  | 5 | 11 | 8   | 8    | 36   | −28 |

## Eredmények
|                 | ADO | AJA | AZ  | EMM | EXC | FEY | FOR | GRA | GRO | HEE | HER | NAC | PEC | PSV | UTR | VIT | VVV | WIL |
| --------------- | --- | --- | --- | --- | --- | --- | --- | --- | --- | --- | --- | --- | --- | --- | --- | --- | --- | --- |
| ADO Den Haag    |     | 1–5 | 0–1 | 1–2 | 3–1 | 2–2 | 3–1 | 0–0 | 1–0 | 2–3 | 2–0 | 1–1 | 1–0 | 0–7 | 5–0 | 3–3 | 2–4 | 6–2 |
| AFC Ajax        | 5–1 |     | 5–0 | 5–0 | 6–2 | 3–0 | 4–0 | 8–0 | 3–0 | 4–4 | 1–1 | 5–0 | 2–1 | 5–0 | 4–1 | 4–2 | 6–0 | 2–0 |
| AZ Alkmaar      | 2–3 | 1–0 |     | 5–0 | 2–1 | 1–1 | 4–2 | 1–0 | 1–0 | 2–3 | 2-1 | 5–0 | 2–2 | 1–0 | 3–0 | 0–0 | 3–0 | 0–2 |
| FC Emmen        | 3–2 | 2–5 | 1–4 |     | 1–2 | 1–4 | 3–3 | 1–1 | 1–0 | 2–0 | 1–1 | 2–0 | 0–1 | 2–2 | 2–0 | 0–3 | 1–1 | 0–2 |
| Excelsior       | 2–4 | 1–7 | 4–2 | 2–1 |     | 2–1 | 1–1 | 2–0 | 2–4 | 3–3 | 0–3 | 1–2 | 0–2 | 0–2 | 3–3 | 2–0 | 1–0 | 1–1 |
| Feyenoord       | 0–2 | 6–2 | 2–1 | 4–0 | 3–0 |     | 0–2 | 4–0 | 1–0 | 3–0 | 2–1 | 4–2 | 3–0 | 2–1 | 1–0 | 2–1 | 4–1 | 2–3 |
| Fortuna Sittard | 0–0 | 0–2 | 0–3 | 3–1 | 4–1 | 1–4 |     | 3–1 | 0–0 | 2–4 | 3–0 | 2–1 | 3–0 | 1–2 | 1–1 | 2–1 | 1–1 | 4–4 |
| De Graafschap   | 1–1 | 1–4 | 1–1 | 1–0 | 4–1 | 2–0 | 5–1 |     | 0–1 | 0–5 | 1–2 | 3–0 | 0–2 | 1–4 | 0–1 | 2–2 | 1–2 | 2–1 |
| FC Groningen    | 1–0 | 0-1 | 1–3 | 1-2 | 1–0 | 1–0 | 3–0 | 1–0 |     | 2–0 | 3–0 | 5–2 | 0–1 | 1–2 | 1–1 | 2–1 | 3–2 | 0–1 |
| SC Heerenveen   | 1–1 | 0–4 | 0–2 | 1–1 | 1–0 | 3–5 | 3–1 | 0–3 | 1–1 |     | 3–5 | 2–1 | 1–1 | 2–2 | 2–3 | 1–1 | 2–2 | 4–2 |
| Heracles Almelo | 4–2 | 1-0 | 3–2 | 2–1 | 4–5 | 0–2 | 6–0 | 4–0 | 4-1 | 2–1 |     | 1–0 | 0–2 | 0–4 | 1–5 | 3–2 | 4–1 | 3–4 |
| NAC Breda       | 1–1 | 0–3 | 0–3 | 1–1 | 0–2 | 0–4 | 2–3 | 3–0 | 0–0 | 4–2 | 2–1 |     | 0–0 | 0–2 | 0–4 | 2–1 | 1–1 | 2–2 |
| PEC Zwolle      | 2–3 | 1–4 | 0–0 | 3–0 | 2–0 | 3–1 | 5–0 | 0–3 | 3–2 | 2–3 | 1–1 | 0–0 |     | 1–2 | 4–3 | 0–2 | 2–4 | 2–3 |
| PSV Eindhoven   | 3–1 | 3–0 | 3–1 | 6–0 | 6–0 | 1–1 | 5–0 | 2–1 | 2–1 | 3–0 | 3–1 | 2–0 | 4–0 |     | 4–0 | 1–0 | 4–0 | 6–1 |
| FC Utrecht      | 3–0 | 1–3 | 2–1 | 1–2 | 0–0 | 3–2 | 2–1 | 5–0 | 0–0 | 3–1 | 3–1 | 2–1 | 2–0 | 2–2 |     | 0–0 | 1–1 | 0–1 |
| Vitesse Arnhem  | 1–1 | 0–4 | 2–2 | 1–1 | 3–2 | 1–1 | 2–1 | 6–1 | 5–1 | 2–2 | 4–0 | 4–1 | 4–1 | 3–3 | 2–1 |     | 2–1 | 3–2 |
| VVV Venlo       | 2–0 | 0–1 | 2–2 | 2–3 | 1–0 | 0–3 | 3–2 | 4–1 | 0–0 | 1–1 | 0–1 | 3–0 | 2–0 | 0–1 | 2–6 | 1–3 |     | 2–1 |
| Willem Tilburg  | 0–3 | 1–4 | 2–1 | 2–3 | 2–2 | 1–1 | 3–2 | 3–2 | 1–2 | 1–5 | 5–0 | 2–0 | 2–0 | 0–3 | 0–1 | 1–3 | 0–1 |     |

- Forrás: Az Eredivisie hivatalos oldala Archiválva 2021. április 27-i dátummal a Wayback Machine-ben (angolul)
- A hazai csapatok a baloldali oszlopban szerepelnek.
- Színek: Zöld = HAZAI GYŐZELEM; Sárga = DÖNTETLEN; Piros = VENDÉG GYŐZELEM

## A bajnokság fordulónkénti változása
Ebből a táblázatból az derül ki, hogy minden egyes forduló után melyik csapat hányadik helyet foglalta el.
Mivel a 33. fordulót elhalasztották és játszották le utoljára ezért idén azzal ért véget a bajnokság alapszakasza.
| Klub / Fordulók | 1   | 2  | 3  | 4  | 5  | 6  | 7  | 8  | 9  | 10 | 11 | 12 | 13 | 14 | 15 | 16 | 17 | 18 | 19 | 20 | 21 | 22 | 23 | 24 | 25 | 26 | 27 | 28 | 29 | 30 | 31 | 32 | 34 | 33 |   |
| --------------- | --- | -- | -- | -- | -- | -- | -- | -- | -- | -- | -- | -- | -- | -- | -- | -- | -- | -- | -- | -- | -- | -- | -- | -- | -- | -- | -- | -- | -- | -- | -- | -- | -- | -- | - |
| Klub / Fordulók | ADO | 13 | 16 | 12 | 6  | 10 | 9  | 10 | 8  | 10 | 11 | 12 | 13 | 10 | 13 | 12 | 11 | 11 | 12 | 13 | 11 | 13 | 10 | 12 | 12 | 12 | 14 | 13 | 13 | 12 | 11 | 12 | 10 | 10 | 9 |
| AFC Ajax        | 8   | 6  | 3  | 2  | 2  | 2  | 2  | 2  | 2  | 2  | 2  | 2  | 2  | 2  | 2  | 2  | 2  | 2  | 2  | 2  | 2  | 2  | 2  | 2  | 2  | 2  | 2  | 2  | 1  | 1  | 1  | 1  | 1  | 1  |   |
| AZ Alkmaar      | 1   | 1  | 2  | 4  | 5  | 5  | 5  | 6  | 6  | 9  | 5  | 6  | 7  | 7  | 6  | 5  | 7  | 5  | 4  | 4  | 4  | 4  | 4  | 4  | 4  | 4  | 3  | 3  | 4  | 4  | 4  | 4  | 4  | 4  |   |
| FC Emmen        | 6   | 11 | 16 | 14 | 9  | 10 | 14 | 14 | 15 | 16 | 16 | 12 | 14 | 15 | 16 | 12 | 13 | 15 | 14 | 16 | 14 | 16 | 16 | 16 | 16 | 17 | 17 | 17 | 15 | 15 | 15 | 15 | 14 | 14 |   |
| Excelsior       | 8   | 15 | 9  | 13 | 13 | 13 | 8  | 13 | 8  | 10 | 11 | 14 | 11 | 12 | 13 | 14 | 14 | 16 | 15 | 14 | 16 | 14 | 14 | 14 | 15 | 15 | 15 | 15 | 17 | 17 | 16 | 17 | 16 | 16 |   |
| Feyenoord       | 15  | 7  | 5  | 3  | 3  | 3  | 3  | 3  | 3  | 3  | 3  | 3  | 3  | 3  | 3  | 3  | 3  | 3  | 3  | 3  | 3  | 3  | 3  | 3  | 3  | 3  | 4  | 4  | 3  | 3  | 3  | 3  | 3  | 3  |   |
| Fortuna         | 8   | 14 | 17 | 18 | 11 | 11 | 15 | 15 | 13 | 14 | 10 | 10 | 9  | 10 | 10 | 10 | 9  | 11 | 10 | 12 | 9  | 11 | 13 | 13 | 14 | 13 | 14 | 14 | 14 | 14 | 14 | 14 | 15 | 15 |   |
| Graafschap      | 4   | 10 | 13 | 12 | 15 | 16 | 13 | 16 | 16 | 15 | 15 | 17 | 17 | 17 | 18 | 18 | 18 | 18 | 18 | 17 | 17 | 17 | 17 | 17 | 17 | 16 | 16 | 16 | 16 | 16 | 17 | 16 | 17 | 17 |   |
| Groningen       | 16  | 18 | 15 | 16 | 18 | 18 | 17 | 17 | 18 | 18 | 18 | 16 | 16 | 16 | 14 | 16 | 15 | 13 | 16 | 15 | 12 | 9  | 9  | 8  | 9  | 8  | 10 | 9  | 8  | 9  | 9  | 9  | 9  | 8  |   |
| Heerenveen      | 5   | 5  | 8  | 10 | 12 | 12 | 11 | 9  | 12 | 8  | 9  | 9  | 12 | 9  | 8  | 8  | 10 | 10 | 11 | 13 | 15 | 15 | 11 | 9  | 8  | 10 | 9  | 10 | 10 | 10 | 10 | 11 | 12 | 11 |   |
| Heracles        | 8   | 4  | 11 | 5  | 4  | 4  | 4  | 4  | 4  | 4  | 4  | 4  | 6  | 4  | 5  | 7  | 6  | 8  | 8  | 8  | 8  | 7  | 6  | 7  | 7  | 7  | 6  | 7  | 6  | 6  | 5  | 6  | 7  | 7  |   |
| NAC Breda       | 18  | 11 | 14 | 17 | 17 | 17 | 18 | 18 | 17 | 17 | 17 | 18 | 18 | 18 | 17 | 17 | 17 | 17 | 17 | 18 | 18 | 18 | 18 | 18 | 18 | 18 | 18 | 18 | 18 | 18 | 18 | 18 | 18 | 18 |   |
| PEC Zwolle      | 12  | 17 | 18 | 15 | 16 | 14 | 12 | 10 | 14 | 12 | 13 | 15 | 15 | 14 | 15 | 15 | 16 | 14 | 12 | 10 | 11 | 13 | 15 | 15 | 13 | 12 | 12 | 12 | 11 | 12 | 13 | 12 | 11 | 13 |   |
| PSV             | 3   | 2  | 1  | 1  | 1  | 1  | 1  | 1  | 1  | 1  | 1  | 1  | 1  | 1  | 1  | 1  | 1  | 1  | 1  | 1  | 1  | 1  | 1  | 1  | 1  | 1  | 1  | 1  | 2  | 2  | 2  | 2  | 2  | 2  |   |
| FC Utrecht      | 17  | 13 | 10 | 11 | 14 | 15 | 16 | 12 | 9  | 7  | 5  | 8  | 5  | 5  | 4  | 4  | 4  | 6  | 6  | 6  | 6  | 6  | 7  | 6  | 6  | 6  | 5  | 5  | 5  | 5  | 7  | 5  | 5  | 6  |   |
| Vitesse         | 2   | 3  | 6  | 8  | 6  | 7  | 7  | 5  | 7  | 5  | 7  | 6  | 4  | 6  | 7  | 6  | 5  | 4  | 5  | 5  | 5  | 5  | 5  | 5  | 5  | 5  | 7  | 6  | 7  | 7  | 6  | 7  | 6  | 5  |   |
| VVV Venlo       | 7   | 8  | 7  | 9  | 7  | 6  | 6  | 7  | 5  | 6  | 8  | 7  | 8  | 8  | 9  | 9  | 8  | 7  | 7  | 7  | 7  | 8  | 8  | 10 | 10 | 11 | 11 | 11 | 13 | 13 | 11 | 13 | 13 | 12 |   |
| Willem II       | 14  | 8  | 4  | 7  | 8  | 8  | 9  | 11 | 11 | 13 | 14 | 11 | 13 | 11 | 11 | 13 | 12 | 9  | 9  | 9  | 10 | 12 | 10 | 11 | 11 | 9  | 8  | 8  | 9  | 8  | 8  | 8  | 8  | 10 |   |

## Alapszakaszbeli sorozatok
Ez a táblázat azt mutatja meg, hogy az idei bajnokság alapszakaszában melyik csapat, milyen hosszú győzelmi-döntetlen-vereség sorozatokat produkált
Mivel a 33. fordulót elhalasztották és játszották le utoljára ezért idén azzal ért véget a bajnokság alapszakasza.
| Klub / Fordulók | 1   | 2  | 3  | 4  | 5  | 6  | 7  | 8  | 9  | 10 | 11 | 12 | 13 | 14 | 15 | 16 | 17 | 18 | 19 | 20 | 21 | 22 | 23 | 24 | 25 | 26 | 27 | 28 | 29 | 30 | 31 | 32 | 34 | 33 |    |
| --------------- | --- | -- | -- | -- | -- | -- | -- | -- | -- | -- | -- | -- | -- | -- | -- | -- | -- | -- | -- | -- | -- | -- | -- | -- | -- | -- | -- | -- | -- | -- | -- | -- | -- | -- | -- |
| Klub / Fordulók | ADO | V  | V  | GY | GY | V  | D  | D  | V  | V  | D  | V  | V  | GY | V  | D  | GY | D  | V  | D  | GY | V  | GY | V  | D  | V  | V  | D  | D  | GY | GY | V  | GY | GY | GY |
| AFC Ajax        | D   | GY | GY | GY | GY | V  | GY | GY | GY | GY | GY | GY | GY | GY | GY | GY | GY | D  | V  | GY | V  | GY | GY | GY | GY | V  | GY | GY | GY | GY | GY | GY | GY | GY |    |
| AZ Alkmaar      | GY  | GY | D  | V  | D  | GY | D  | V  | V  | V  | GY | GY | D  | V  | GY | GY | V  | GY | GY | GY | GY | GY | V  | GY | D  | GY | GY | D  | D  | V  | V  | GY | GY | V  |    |
| FC Emmen        | GY  | V  | V  | D  | GY | V  | V  | D  | V  | D  | D  | GY | V  | D  | V  | GY | V  | D  | GY | V  | GY | V  | V  | V  | D  | V  | V  | V  | GY | D  | GY | V  | GY | GY |    |
| Excelsior       | D   | V  | GY | GY | D  | D  | GY | V  | GY | V  | V  | V  | GY | D  | V  | V  | V  | V  | GY | GY | V  | GY | D  | V  | V  | V  | V  | V  | V  | V  | D  | V  | GY | GY |    |
| Feyenoord       | V   | GY | GY | GY | D  | GY | GY | D  | GY | V  | GY | GY | GY | GY | GY | V  | D  | V  | GY | V  | GY | V  | D  | GY | D  | V  | V  | GY | GY | GY | GY | GY | V  | GY |    |
| Fortuna         | D   | V  | GY | D  | GY | D  | V  | D  | GY | V  | GY | V  | GY | V  | V  | GY | D  | V  | GY | V  | GY | V  | V  | V  | V  | GY | V  | D  | V  | D  | GY | V  | V  | V  |    |
| Graafschap      | GY  | V  | V  | D  | V  | V  | GY | V  | V  | GY | V  | V  | V  | V  | D  | V  | D  | GY | V  | GY | V  | V  | GY | D  | V  | GY | V  | GY | D  | V  | V  | GY | V  | V  |    |
| Groningen       | V   | V  | GY | V  | V  | V  | D  | V  | V  | V  | GY | GY | V  | GY | D  | V  | D  | GY | V  | GY | GY | GY | D  | GY | D  | GY | V  | GY | GY | D  | V  | V  | GY | V  |    |
| Heerenveen      | GY  | D  | V  | D  | V  | D  | D  | GY | V  | GY | D  | V  | V  | GY | GY | V  | V  | D  | V  | D  | D  | D  | GY | GY | GY | V  | GY | V  | V  | D  | V  | D  | GY | V  |    |
| Heracles        | D   | GY | V  | GY | GY | GY | GY | V  | GY | D  | V  | V  | V  | GY | V  | V  | GY | V  | V  | V  | GY | GY | GY | V  | D  | GY | GY | V  | GY | V  | GY | V  | V  | V  |    |
| NAC Breda       | V   | GY | V  | V  | V  | V  | V  | V  | D  | D  | GY | V  | V  | V  | GY | D  | GY | V  | D  | V  | V  | V  | D  | V  | V  | V  | D  | GY | V  | D  | V  | V  | V  | D  |    |
| PEC Zwolle      | V   | V  | V  | GY | V  | GY | D  | GY | V  | D  | V  | V  | V  | GY | V  | D  | V  | GY | GY | GY | D  | V  | V  | D  | V  | GY | GY | V  | GY | V  | V  | GY | V  | D  |    |
| PSV             | GY  | GY | GY | GY | GY | GY | GY | GY | GY | GY | GY | GY | GY | V  | GY | GY | GY | D  | GY | GY | D  | D  | D  | GY | GY | GY | V  | GY | D  | GY | GY | GY | V  | GY |    |
| FC Utrecht      | V   | GY | D  | D  | V  | V  | D  | GY | GY | GY | GY | V  | GY | D  | GY | GY | V  | V  | V  | V  | D  | GY | D  | GY | D  | GY | GY | GY | V  | D  | V  | GY | V  | GY |    |
| Vitesse         | GY  | D  | D  | V  | GY | D  | V  | GY | V  | GY | V  | GY | GY | D  | V  | GY | D  | GY | V  | D  | V  | GY | GY | GY | D  | V  | D  | D  | D  | D  | GY | V  | GY | GY |    |
| VVV Venlo       | GY  | V  | D  | D  | GY | GY | V  | V  | GY | D  | V  | GY | D  | V  | D  | V  | GY | GY | V  | V  | GY | V  | V  | V  | GY | V  | D  | V  | V  | D  | GY | D  | GY | V  |    |
| Willem II       | V   | GY | GY | V  | D  | D  | V  | D  | D  | V  | V  | GY | V  | GY | V  | V  | GY | GY | GY | V  | V  | V  | GY | V  | GY | GY | GY | GY | V  | GY | D  | V  | V  | V  |    |

## Gólok száma fordulónként
Ez a táblázat két dolgot mutat meg. Azt, hogy ebben szezonban a bajnokságban mennyi gól esett fordulónként és azt, hogy ezek alapján mennyi a mérkőzésenkénti gólátlag minden egyes fordulóban.
| FORDULÓK   | 1    | 2    | 3    | 4    | 5    | 6    | 7    | 8    | 9    | 10   | 11   | 12   | 13   | 14   | 15   | 16   | 17   | 18   | 19   | 20   | 21   | 22   | 23   | 24   | 25   | 26   | 27   | 28   | 29   | 30   | 31   | 32   | 33   | 34   |
| ---------- | ---- | ---- | ---- | ---- | ---- | ---- | ---- | ---- | ---- | ---- | ---- | ---- | ---- | ---- | ---- | ---- | ---- | ---- | ---- | ---- | ---- | ---- | ---- | ---- | ---- | ---- | ---- | ---- | ---- | ---- | ---- | ---- | ---- | ---- |
| ÖSSZES GÓL | 30   | 26   | 30   | 35   | 37   | 32   | 22   | 32   | 33   | 26   | 26   | 33   | 31   | 37   | 32   | 31   | 29   | 41   | 28   | 38   | 30   | 29   | 24   | 39   | 21   | 26   | 30   | 37   | 30   | 27   | 28   | 33   | 37   | 41   |
| GÓLÁTLAG   | 3,33 | 2,89 | 3,33 | 3,88 | 4,11 | 3,55 | 2,44 | 3,55 | 3,66 | 2,89 | 2,89 | 3,66 | 3,44 | 4,11 | 3,55 | 3,44 | 3,22 | 4,55 | 3,11 | 4,22 | 3,33 | 3,22 | 2,66 | 4,33 | 2,33 | 2,89 | 3,33 | 4,11 | 3,33 | 3,00 | 3,11 | 3,66 | 4,11 | 4,55 |

## Nézők száma mérkőzésenként
Íme az idei szezon összes alapszakaszbeli mérkőzésére kilátogató nézők száma
|                 | ADO     | AJA     | AZ      | EMM     | EXC     | FEY     | FOR     | GRA     | GRO     | HEE     | HER     | NAC     | PEC     | PSV     | UTR     | VIT     | VVV     | WIL     | ÖSSZESEN  | ÁTLAG  |
| --------------- | ------- | ------- | ------- | ------- | ------- | ------- | ------- | ------- | ------- | ------- | ------- | ------- | ------- | ------- | ------- | ------- | ------- | ------- | --------- | ------ |
| ADO Den Haag    |         | 14.352  | 12.717  | 11.324  | 13.392  | 13.851  | 11.600  | 11.105  | 11.584  | 13.118  | 11.464  | 12.199  | 12.253  | 14.519  | 13.022  | 13.721  | 10.181  | 13.128  | 213.530   | 12.561 |
| AFC Ajax        | 53.644  |         | 53.185  | 52.885  | 52.664  | 53.720  | 53.381  | 53.388  | 52.720  | 52.553  | 51.949  | 52.952  | 52.385  | 52.669  | 53.520  | 52.869  | 52.868  | 53.432  | 900.784   | 52.987 |
| AZ Alkmaar      | 15.034  | 17.026  |         | 14.328  | 14.427  | 14.362  | 13.823  | 15.428  | 15.404  | 16.535  | 14.299  | 14.299  | 15.354  | 16.555  | 16.104  | 14.702  | 14.675  | 15.787  | 257.374   | 15.140 |
| FC Emmen        | 8.301   | 8.301   | 8.085   |         | 8.021   | 8.301   | 8.300   | 8.218   | 8.301   | 8.268   | 8.185   | 8.300   | 8.401   | 8.301   | 8.269   | 8.301   | 8.300   | 8.301   | 140.454   | 8.262  |
| Excelsior       | 3.940   | 4.400   | 3.811   | 4.200   |         | 4.400   | 4.250   | 4.400   | 4.257   | 4.008   | 4.032   | 4.400   | 4.093   | 4.400   | 4.400   | 4.397   | 4.106   | 4.140   | 71.634    | 4.214  |
| Feyenoord       | 45.000  | 47.500  | 45.000  | 35.000  | 45.000  |         | 42.500  | 40.000  | 45.000  | 25.000  | 35.000  | 45.000  | 45.000  | 47.500  | 45.000  | 45.000  | 40.000  | 37.000  | 710.100   | 41.771 |
| Fortuna Sittard | 8.125   | 12.004  | 7.133   | 10.232  | 8.479   | 12.300  |         | 8.527   | 8.283   | 8.523   | 7.545   | 10.266  | 8.332   | 11.135  | 7.643   | 8.123   | 9.511   | 8.537   | 154.698   | 9.100  |
| De Graafschap   | 12.498  | 12.600  | 12.503  | 12.511  | 12.108  | 12.600  | 12.304  |         | 12.143  | 12.102  | 12.502  | 12.502  | 12.008  | 12.313  | 12.464  | 12.600  | 11.702  | 12.005  | 209.465   | 12.321 |
| FC Groningen    | 17.291  | 22.288  | 15.901  | 21.965  | 17.456  | 20.259  | 19.738  | 18.008  |         | 20.731  | 16.143  | 18.377  | 16.014  | 18.445  | 16.293  | 16.498  | 16.757  | 16.500  | 308.664   | 18.157 |
| SC Heerenveen   | 16.550  | 23.315  | 17.182  | 19.835  | 18.021  | 21.700  | 15.626  | 19.020  | 21.056  |         | 15.500  | 18.500  | 19.822  | 23.522  | 17.575  | 16.080  | 17.450  | 17.882  | 318.636   | 18.743 |
| Heracles Almelo | 10.414  | 12.080  | 10.462  | 10.217  | 11.485  | 11.754  | 10.568  | 10.829  | 11.237  | 11.586  |         | 10.530  | 10.667  | 12.080  | 11.200  | 11.086  | 10.233  | 10.042  | 186.860   | 10.992 |
| NAC Breda       | 18.547  | 18.969  | 18.205  | 18.422  | 18.227  | 18.473  | 18.712  | 18.710  | 18.572  | 18.352  | 18.385  |         | 14.216  | 18.926  | 18.613  | 18.280  | 17.946  | 18.892  | 310.447   | 18.262 |
| PEC Zwolle      | 12.152  | 14.000  | 13.954  | 13.721  | 13.562  | 13.850  | 13.334  | 13.823  | 13.942  | 14.000  | 13.523  | 13.242  |         | 13.255  | 13.024  | 13.325  | 13.189  | 13.222  | 229.118   | 13.478 |
| PSV Eindhoven   | 34.300  | 35.000  | 34.300  | 34.200  | 33.100  | 34.600  | 34.400  | 34.500  | 33.900  | 34.100  | 34.200  | 34.300  | 34.000  |         | 33.100  | 34.100  | 33.800  | 33.300  | 579.200   | 34.071 |
| FC Utrecht      | 15.946  | 23.226  | 18.294  | 16.720  | 18.676  | 21.758  | 19.295  | 18.802  | 18.146  | 18.646  | 21.812  | 17.386  | 18.036  | 19.005  |         | 22.064  | 15.226  | 17.256  | 320.294   | 18.841 |
| Vitesse Arnhem  | 14.023  | 19.231  | 14.162  | 15.281  | 13.231  | 17.208  | 15.879  | 16.250  | 13.434  | 15.342  | 14.338  | 12.757  | 15.387  | 21.248  | 15.131  |         | 13.249  | 14.186  | 260.877   | 15.346 |
| VVV-Venlo       | 7.051   | 8.000   | 6.217   | 6.145   | 6.382   | 8.000   | 7.534   | 6.545   | 6.668   | 6.235   | 6.534   | 6.167   | 7.235   | 8.000   | 6.723   | 6.512   |         | 6.134   | 116.082   | 6.828  |
| Willem Tilburg  | 12.163  | 14.700  | 12.423  | 13.800  | 11.894  | 13.550  | 14.270  | 12.796  | 12.633  | 12.595  | 11.677  | 14.400  | 12.947  | 14.700  | 12.742  | 11.879  | 11.800  |         | 220.969   | 12.998 |
| ÖSSZESEN        | 304.979 | 306.992 | 303.534 | 311.326 | 316.125 | 300.686 | 315.514 | 310.349 | 307.280 | 291.694 | 296.320 | 305.577 | 306.750 | 316.573 | 304.823 | 309.537 | 300.983 | 300.144 | 5.509.186 | 18.004 |

### A szezon 3 legnézettebb mérkőzése
Ebben a táblázatban azt lehet megnézni, hogy az idei szezonban melyik 3 mérkőzésen volt a legtöbb néző. Ahogy majdnem minden szezonban, úgy ebben a szezonban is az Ajax és a Feyenoord közötti híres rangadóra – De Klassieker – látogatott ki a legtöbb néző és idén is Amszterdamban. Viszont óriási meglepetésre a másik rangadó, a De Topper – Ajax vs PSV – amszterdami mérkőzése – akárcsak tavaly – idén sem került fel a dobogóra és csupán a 13. helyen végzett.
| No. | Mérkőzés                | Végeredmény | Dátum             | Nézők száma |
| --- | ----------------------- | ----------- | ----------------- | ----------- |
| 01. | AFC Ajax – Feyenoord    | 3ː0         | 2018. október 28. | 53.720      |
| 02. | AFC Ajax – ADO Den Haag | 5:1         | 2018. december 2. | 53.644      |
| 03. | AFC Ajax – FC Utrecht   | 4:1         | 2019. május 12.   | 53.520      |

## Play Off

### Osztályozók

#### 1. kör
A bentmaradásért küzdő csapatok közül az első körben 4 csapatnak kellett megküzdenie a következő körbe való bejutásért. Az első mérkőzéseket május 10-én, a visszavágókat pedig május 14-én rendezték meg.
| 1. csapat    | Össz. eredmény | 2. csapat      | 1. mérkőzés | 2. mérkőzés |
| ------------ | -------------- | -------------- | ----------- | ----------- |
| NEC Nijmegen | 2 – 3          | RKC Waalwijk   | 2-0         | 0-3         |
| SC Cambuur   | 4 – 3          | Almere City FC | 2-2         | 2-1         |

#### 2. kör
A második körben az első mérkőzéseket május 19-én, a visszavágókat pedig május 22-én rendezték meg. Ebben a fordulóban eldőlt, hogy az Excelsior csapata a következő szezonban már nem lesz az Eredivisie tagja.
| 1. csapat       | Össz. eredmény | 2. csapat        | 1. mérkőzés | 2. mérkőzés |
| --------------- | -------------- | ---------------- | ----------- | ----------- |
| RKC Waalwijk    | 3 – 2          | Excelsior        | 2-1         | 1-1         |
| Go Ahead Eagles | 3 – 2          | FC Den Bosch     | 2-2         | 1-0         |
| TOP Oss         | 0 – 6          | Sparta Rotterdam | 0-2         | 0-3         |
| SC Cambuur      | 1 – 3          | De Graafschap    | 1-1         | 0-2         |

#### 3. kör
A harmadik körben dőlt el, hogy az osztályozós csapatok közül jövőre kik szerepelhetnek majd az Eredivisieben.
Az első mérkőzések május 25-én, a visszavágók pedig május 28-án voltak. És végül eldőlt, hogy a még versenyben levő Eredivisie-csapat, a De Graafschap is kiesett. Így idén – akárcsak tavaly is – mindhárom Eredisivie csapat kiesett a bajnokságból és a következő szezonban 3 új csapat csatlakozik, a Twente Enschede, a Sparta Rotterdam és az RKC Waalwijk.
| 1. csapat        | Össz. eredmény | 2. csapat       | 1. mérkőzés | 2. mérkőzés |
| ---------------- | -------------- | --------------- | ----------- | ----------- |
| RKC Waalwijk     | 5 – 4          | Go Ahead Eagles | 0-0         | 5-4         |
| Sparta Rotterdam | 3 – 2          | De Graafschap   | 1-2         | 2-0         |

### Európa Liga

#### Elődöntő
Az Európa-ligába való bejutásért küzdő csapatok a play-off elődöntőjének első mérkőzéseit május 18-án, a visszavágókat pedig május 21-én rendezték meg.
| 1. csapat           | Össz. eredmény | 2. csapat          | 1. mérkőzés | 2. mérkőzés |
| ------------------- | -------------- | ------------------ | ----------- | ----------- |
| Heracles Almelo (7) | 0 – 5          | FC Utrecht (6)     | 0-2         | 3-0         |
| FC Groningen (8)    | 3 – 4          | Vitesse Arnhem (5) | 2-1         | 1-3         |

#### Döntő
Az Európa-Liga 2019-20-as szezonjába való bejutás döntőjének első mérkőzését május 24-én, a visszavágót pedig május 28-án rendezték meg. Lejátszották a tavalyi EL-play off döntőjének visszavágóját de idén a másik csapat, az FC Utrecht nyert és ők jutottak be az Európa Ligába amit a 2. selejtezőkörben fognak kezdeni.
| 1. csapat      | Össz. eredmény | 2. csapat          | 1. mérkőzés | 2. mérkőzés |
| -------------- | -------------- | ------------------ | ----------- | ----------- |
| FC Utrecht (6) | 3 – 1          | Vitesse Arnhem (5) | 1-1         | 2-0         |

## Az európai kupákban induló csapatok eredményei
Ebben a táblázatban azon holland csapatok szerepelnek akik az idei szezonban a 2 európai kupa valamelyikében – vagy mindkettőben – képviselték hazájukat és azt, hogy milyen eredményt értek benne el. A csapatnév melletti zárójelben pedig az előző szezonban elért eredmény látható ami által a kupákban indulhattak.
A zöld színnel írt eredmény csupán a selejtezőt jelöli.
| No. | Csapat                       | Bajnokok Ligája 2018/19 | Európa Liga 2018/19 |
| --- | ---------------------------- | ----------------------- | ------------------- |
| 01. | PSV Eindhoven (bajnok)       | csoportkör              | -                   |
| 02. | AFC Ajax (2. hely)           | Elődöntő                | -                   |
| 03. | AZ Alkmaar (3. hely)         | -                       | 2. selejtezőkör     |
| 04. | Vitesse Arnhem (EL-Play off) | -                       | 3. selejtezőkör     |
| 05. | Feyenoord (kupagyőztes)      | -                       | 3. selejtezőkör     |

## A TV-közvetítési jogokból kapott pénz
Az Eredivisie 2017-2018-as szezonjában valamivel több mint 63 millió eurót osztottak szét a csapatok között. A legtöbbet most is az AFC Ajax csapata kapta.
Az itt látható lista nem a szezon végeredménye alapján, hanem a kapott összeg alapján van összeállítva.
| No.      | Csapat neve     | Teljes összeg százaléka | Kapott összeg (euró) |
| -------- | --------------- | ----------------------- | -------------------- |
| 01.      | AFC Ajax        |                         | 9 500 000            |
| 02.      | PSV Eindhoven   |                         | 8 500 000            |
| 03.      | Feyenoord       |                         | 7 700 000            |
| 04.      | AZ Alkmaar      |                         | 6 700 000            |
| 05.      | Vitesse Arnhem  |                         | 6 600 000            |
| 06.      | FC Utrecht      |                         | 5 800 000            |
| 07.      | SC Heerenveen   |                         | 5 100 000            |
| 08.      | FC Groningen    |                         | 4 100 000            |
| 09.      | Heracles Almelo |                         | 3 200 000            |
| 10.      | ADO Den Haag    |                         | 2 900 000            |
| 11.      | PEC Zwolle      |                         | 2 700 000            |
| 12.      | Willem Tilburg  |                         | 2 500 000            |
| 13.      | Excelsior       |                         | 2 300 000            |
| 14.      | NAC Breda       |                         | 2 200 000            |
| 15.      | VVV Venlo       |                         | 1 900 000            |
| 16.      | De Graafschap   |                         | 1 800 000            |
| 17.      | Fortuna Sittard |                         | 1 800 000            |
| 18.      | FC Emmen        |                         | 1 700 000            |
| ÖSSZESEN | ÖSSZESEN        | 100%                    | 77 000 000           |

## Egyéni díjazottak

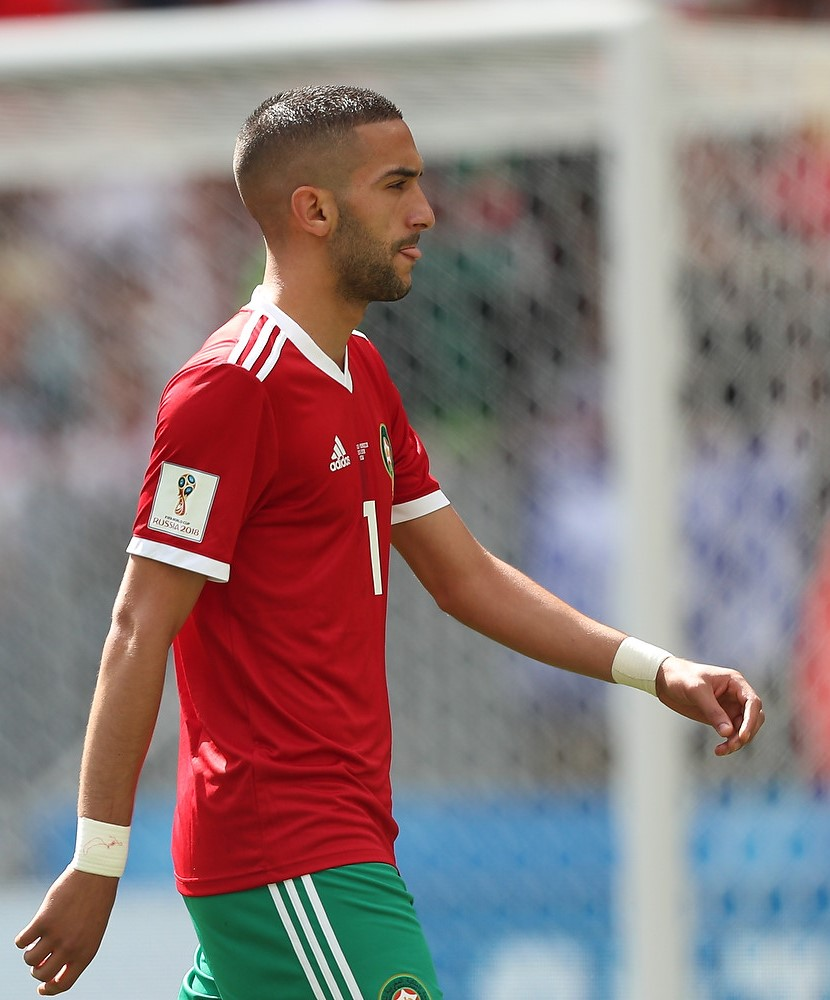
Hakim Ziyech az Eredivisie idei szezonjában az Év Játékosa

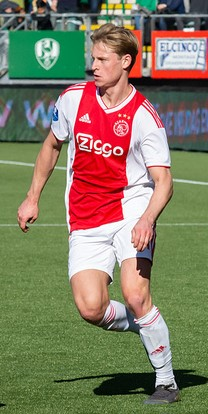
Frenkie de Jong az Eredivisie idei szezonjában az Év Tehetsége

Íme az összes díj az idei bajnokságból és nyerteseik. Idén a bajnokság legjobb játékosának az AFC Ajax holland középpályását Frenkie de Jongot választották.
- ÉV JÁTÉKOSAː  Hakím Zíjes (AFC Ajax)
- RINUS MICHELS – DÍJ (Év Edzője):  Erik ten Hag (AFC Ajax)
- JOHAN CRUIJFF – DÍJ (Év Tehetsége):  Frenkie de Jong (AFC Ajax)
- TONNY VAN LEEUWEN – DÍJ (Legjobb Kapus):  Jeroen Zoet (PSV Eindhoven)[5]

### A szezon álomcsapata
Az Eredivisie.nl oldal így állította össze a szezon Álomcsapatát
| A szezon Álomcsapata | A szezon Álomcsapata | A szezon Álomcsapata | A szezon Álomcsapata | A szezon Álomcsapata | A szezon Álomcsapata | A szezon Álomcsapata | A szezon Álomcsapata | A szezon Álomcsapata | A szezon Álomcsapata | A szezon Álomcsapata | A szezon Álomcsapata | A szezon Álomcsapata |
| -------------------- | --- | --- | --- | --- | --- | --- | --- | --- | --- | --- | --- | --- |
| Kapus                | André Onana (Ajax) | André Onana (Ajax) | André Onana (Ajax) | André Onana (Ajax) | André Onana (Ajax) | André Onana (Ajax) | André Onana (Ajax) | André Onana (Ajax) | André Onana (Ajax) | André Onana (Ajax) | André Onana (Ajax) | André Onana (Ajax) |
| Hátvédsor            | Denzel Dumfries (PSV) | Denzel Dumfries (PSV) | Denzel Dumfries (PSV) | Matthijs de Ligt (Ajax) | Matthijs de Ligt (Ajax) | Matthijs de Ligt (Ajax) | Daley Blind (Ajax) | Daley Blind (Ajax) | Daley Blind (Ajax) | Angeliño (PSV) | Angeliño (PSV) | Angeliño (PSV) |
| Középpálya           | Martin Ødegaard (Vitesse) | Martin Ødegaard (Vitesse) | Martin Ødegaard (Vitesse) | Martin Ødegaard (Vitesse) | Lasse Schøne (Ajax) | Lasse Schøne (Ajax) | Lasse Schøne (Ajax) | Lasse Schøne (Ajax) | Frenkie de Jong (Ajax) | Frenkie de Jong (Ajax) | Frenkie de Jong (Ajax) | Frenkie de Jong (Ajax) |
| Támadósor            | Hakím Zíjes (Ajax) | Hakím Zíjes (Ajax) | Hakím Zíjes (Ajax) | Hakím Zíjes (Ajax) | Luuk de Jong (PSV) | Luuk de Jong (PSV) | Luuk de Jong (PSV) | Luuk de Jong (PSV) | Dušan Tadić (Ajax) | Dušan Tadić (Ajax) | Dušan Tadić (Ajax) | Dušan Tadić (Ajax) |
| Cserék               | Marco Bizot (AZ) Nicolás Tagliafico (Ajax) Nick Viergever (PSV) Abdenasser El Khayati (ADO Den Haag) Thulani Serero (Vitesse) Younes Namli (PEC Zwolle) Adrián Dalmau (Heracles) Steven Berghuis (Feyenoord) Steven Bergwijn (PSV) | Marco Bizot (AZ) Nicolás Tagliafico (Ajax) Nick Viergever (PSV) Abdenasser El Khayati (ADO Den Haag) Thulani Serero (Vitesse) Younes Namli (PEC Zwolle) Adrián Dalmau (Heracles) Steven Berghuis (Feyenoord) Steven Bergwijn (PSV) | Marco Bizot (AZ) Nicolás Tagliafico (Ajax) Nick Viergever (PSV) Abdenasser El Khayati (ADO Den Haag) Thulani Serero (Vitesse) Younes Namli (PEC Zwolle) Adrián Dalmau (Heracles) Steven Berghuis (Feyenoord) Steven Bergwijn (PSV) | Marco Bizot (AZ) Nicolás Tagliafico (Ajax) Nick Viergever (PSV) Abdenasser El Khayati (ADO Den Haag) Thulani Serero (Vitesse) Younes Namli (PEC Zwolle) Adrián Dalmau (Heracles) Steven Berghuis (Feyenoord) Steven Bergwijn (PSV) | Marco Bizot (AZ) Nicolás Tagliafico (Ajax) Nick Viergever (PSV) Abdenasser El Khayati (ADO Den Haag) Thulani Serero (Vitesse) Younes Namli (PEC Zwolle) Adrián Dalmau (Heracles) Steven Berghuis (Feyenoord) Steven Bergwijn (PSV) | Marco Bizot (AZ) Nicolás Tagliafico (Ajax) Nick Viergever (PSV) Abdenasser El Khayati (ADO Den Haag) Thulani Serero (Vitesse) Younes Namli (PEC Zwolle) Adrián Dalmau (Heracles) Steven Berghuis (Feyenoord) Steven Bergwijn (PSV) | Marco Bizot (AZ) Nicolás Tagliafico (Ajax) Nick Viergever (PSV) Abdenasser El Khayati (ADO Den Haag) Thulani Serero (Vitesse) Younes Namli (PEC Zwolle) Adrián Dalmau (Heracles) Steven Berghuis (Feyenoord) Steven Bergwijn (PSV) | Marco Bizot (AZ) Nicolás Tagliafico (Ajax) Nick Viergever (PSV) Abdenasser El Khayati (ADO Den Haag) Thulani Serero (Vitesse) Younes Namli (PEC Zwolle) Adrián Dalmau (Heracles) Steven Berghuis (Feyenoord) Steven Bergwijn (PSV) | Marco Bizot (AZ) Nicolás Tagliafico (Ajax) Nick Viergever (PSV) Abdenasser El Khayati (ADO Den Haag) Thulani Serero (Vitesse) Younes Namli (PEC Zwolle) Adrián Dalmau (Heracles) Steven Berghuis (Feyenoord) Steven Bergwijn (PSV) | Marco Bizot (AZ) Nicolás Tagliafico (Ajax) Nick Viergever (PSV) Abdenasser El Khayati (ADO Den Haag) Thulani Serero (Vitesse) Younes Namli (PEC Zwolle) Adrián Dalmau (Heracles) Steven Berghuis (Feyenoord) Steven Bergwijn (PSV) | Marco Bizot (AZ) Nicolás Tagliafico (Ajax) Nick Viergever (PSV) Abdenasser El Khayati (ADO Den Haag) Thulani Serero (Vitesse) Younes Namli (PEC Zwolle) Adrián Dalmau (Heracles) Steven Berghuis (Feyenoord) Steven Bergwijn (PSV) | Marco Bizot (AZ) Nicolás Tagliafico (Ajax) Nick Viergever (PSV) Abdenasser El Khayati (ADO Den Haag) Thulani Serero (Vitesse) Younes Namli (PEC Zwolle) Adrián Dalmau (Heracles) Steven Berghuis (Feyenoord) Steven Bergwijn (PSV) |

### A hónap legjobb játékosai és tehetségei
| Hónap      | Hónap Játékosa      | Hónap Játékosa | Hónap Tehetsége   | Hónap Tehetsége |
| Hónap      | Játékos             | Csapat         | Játékos           | Csapat          |
| ---------- | ------------------- | -------------- | ----------------- | --------------- |
| Augusztus  | Robin van Persie    | Feyenoord      | Steven Bergwijn   | PSV             |
| Szeptember | Kristoffer Peterson | Heracles       | Angeliño          | PSV             |
| Október    | Hakím Zíjes         | Ajax           | Michel Vlap       | Heerenveen      |
| November   | Nicolás Tagliafico  | Ajax           | Noussair Mazraoui | Ajax            |
| December   | Frenkie de Jong     | Ajax           | Steven Bergwijn   | PSV             |
| Január     | Patrick Joosten     | VVV-Venlo      | Sam Lammers       | Heerenveen      |
| Február    | Frenkie de Jong     | Ajax           | Lazaros Lamprou   | Fortuna Sittard |
| Március    | Dušan Tadić         | Ajax           | Alexander Isak    | Willem II       |
| Április    | Martin Ødegaard     | Vitesse        | Tyrell Malacia    | Feyenoord       |
| Május      | Elías Már Ómarsson  | Excelsior      | Martin Ødegaard   | Vitesse         |

## Statisztika és rekordok

### Góllövőlista
Íme az idei szezon alapszakaszának legeredményesebb játékosai:
| No. | JÁTÉKOS NEVE        | CSAPAT          | GÓLOK | MÉRKŐZÉSEK | GÓLÁTLAG |
| --- | ------------------- | --------------- | ----- | ---------- | -------- |
| 01. | Luuk de Jong        | PSV Eindhoven   | 28    | 34         | 0,82     |
| -   | Dušan Tadić         | AFC Ajax        | 28    | 34         | 0,82     |
| 03. | Dalmau              | Heracles Almelo | 19    | 31         | 0,61     |
| 04. | Hirving Lozano      | PSV Eindhoven   | 17    | 30         | 0,57     |
| -   | Nasser el Khayati   | ADO Den Haag    | 17    | 33         | 0,52     |
| 06. | Hakím Zíjes         | AFC Ajax        | 16    | 29         | 0,55     |
| -   | Robin van Persie    | Feyenoord       | 16    | 25         | 0,64     |
| -   | Sam Lammers         | SC Heerenveen   | 16    | 31         | 0,52     |
| -   | Michel Vlap         | SC Heerenveen   | 16    | 34         | 0,47     |
| -   | Klaas-Jan Huntelaar | AFC Ajax        | 16    | 28         | 0,57     |

### Egy mérkőzésen legtöbb gólt szerző játékosok
A következő táblázatban a bajnokság azon játékosai szerepelnek akik az idei szezonban a legtöbb gólt – legkevesebb 3-at – szerezték egy mérkőzésen.
| #  | Játékos             | Csapat          | Gólok | Dátum               | Forduló | Végeredmény                         |
| -- | ------------------- | --------------- | ----- | ------------------- | ------- | ----------------------------------- |
| 1. | Nasser el Khayati   | ADO Den Haag    | 4     | 2018. szeptember 1. | 4.      | Excelsior – ADO 2ː4                 |
| -  | Dalmau              | Heracles Almelo | 4     | 2019. február 16.   | 22.     | Heracles – Fortuna Sittard 6ː0      |
| 3. | Hakím Zíjes         | AFC Ajax        | 3     | 2018. december 16.  | 16.     | Ajax – De Graafschap 8ː0            |
| -  | Daley Blind         | AFC Ajax        | 3     | 2018. december 16.  | 16.     | Ajax – De Graafschap 8ː0            |
| -  | Fabian Serrarens    | De Graafschap   | 3     | 2019. január 20.    | 18.     | De Graafschap – Fortuna Sittard 5ː1 |
| -  | Luuk de Jong        | PSV Eindhoven   | 3     | 2019. február 3.    | 20.     | PSV Eindhoven – Fortuna Sittard 5ː1 |
| -  | Robin van Persie    | Feyenoord       | 3     | 2019. március 3.    | 24.     | Feyenoord – FC Emmen 4ː0            |
| -  | Alexander Isak      | Willem Tilburg  | 3     | 2019. március 30.   | 27.     | Willem – Fortuna Sittard 3ː2        |
| -  | Thomas Buitink      | Vitesse Arnhem  | 3     | 2019. március 30.   | 27.     | ADO Den Haag – Vitesse 3ː3          |
| -  | Klaas-Jan Huntelaar | AFC Ajax        | 3     | 2019. április 14.   | 30.     | Ajax – Excelsior 6ː2                |
| -  | Bryan Linssen       | Vitesse Arnhem  | 3     | 2019. április 20.   | 31.     | Vitesse – PEC Zwolle 4ː1            |
| -  | Dalmau              | Heracles Almelo | 3     | 2019. május 12.     | 33.     | Heracles – Excelsior 4ː5            |
| -  | Elías Már Ómarsson  | Excelsior       | 3     | 2019. május 12.     | 33.     | Heracles Almelo – Excelsior 4ː5     |
| -  | Peniel Mlapa        | VVV Venlo       | 3     | 2019. május 12.     | 33.     | PEC Zwolle – Venlo 2ː4              |

### Legtöbb gólpassz
Íme az idei szezon legtöbb gólpaaszát adó játékosok listája:
| No. | JÁTÉKOS NEVE      | CSAPAT          | GÓLPASSZOK | MÉRKŐZÉSEK | GÓLÁTLAG |
| --- | ----------------- | --------------- | ---------- | ---------- | -------- |
| 01. | Hakím Zíjes       | AFC Ajax        | 14         | 29         | 0,48     |
| 02. | Dušan Tadić       | AFC Ajax        | 13         | 34         | 0,38     |
| 03. | Steven Berghuis   | Feyenoord       | 12         | 33         | 0,36     |
| -   | Steven Berwijn    | PSV Eindhoven   | 12         | 33         | 0,36     |
| -   | Nasser El Khayati | ADO Den Haag    | 12         | 33         | 0,36     |
| 06. | Martin Ødegaard   | Vitesse Arnhem  | 10         | 31         | 0,32     |
| -   | Brandley Kuwas    | Heracles Almelo | 10         | 33         | 0,30     |
| -   | Donny van de Beek | AFC Ajax        | 10         | 34         | 0,29     |
| 09. | Arber Zeneli      | SC Heerenveen   | 9          | 17         | 0,53     |
| -   | Angeliño          | PSV Eindhoven   | 9          | 34         | 0,26     |

### Kanadai ponttáblázat
Íme az idei szezon alapszakaszának kanadai ponttáblázata. A játékosok által összeszedett pontok az általuk lőtt gólok és gólpasszok összegéből jön ki:
Az azonos pontszámmal rendelkező játékosoknál a több gólt szerző játékos áll előrébb.
| No. | JÁTÉKOS NEVE        | CSAPAT          | GÓLOK | GÓLPASSZOK | PONTSZÁM |
| --- | ------------------- | --------------- | ----- | ---------- | -------- |
| 1.  | Dušan Tadić         | AFC Ajax        | 28    | 13         | 41       |
| 2.  | Luuk de Jong        | PSV Eindhoven   | 28    | 6          | 34       |
| 3.  | Hakím Zíjes         | AFC Ajax        | 16    | 14         | 30       |
| 4.  | Nasser el Khayati   | ADO Den Haag    | 17    | 12         | 29       |
| 5.  | Steve Bergwijn      | PSV Eindhoven   | 14    | 12         | 26       |
| 6.  | Hirving Lozano      | PSV Eindhoven   | 17    | 8          | 25       |
| 7.  | Steven Berghuis     | Feyenoord       | 12    | 12         | 24       |
| 8.  | Dalmau              | Heracles Almelo | 19    | 3          | 22       |
| 9.  | Sam Lammers         | SC Heerenveen   | 16    | 5          | 21       |
| 10. | Robin van Persie    | Feyenoord       | 16    | 4          | 20       |
| -   | Klaas-Jan Huntelaar | AFC Ajax        | 16    | 4          | 20       |
| -   | Michel Vlap         | SC Heerenveen   | 16    | 4          | 20       |
| 13. | Brandley Kuwas      | Heracles Almelo | 10    | 10         | 20       |

### Lapok
Íme a szezonban a legtöbb sárga és piros lapot kapó játékosok listája:
| SÁRGA LAPOK | SÁRGA LAPOK        | SÁRGA LAPOK     | SÁRGA LAPOK |
| No.         | Játékos neve       | Csapat          | Lapok száma |
| ----------- | ------------------ | --------------- | ----------- |
| 1.          | Tom Beugelsdijk    | ADO Den Haag    | 12          |
| 2.          | Kingsley Ehizibue  | PEC Zwolle      | 10          |
| 3.          | Branislav Niňaj    | Fortuna Sittard | 9           |
| -           | Dalmau             | Fortuna Sittard | 9           |
| -           | Deyovaisio Zeefuik | Fortuna Sittard | 9           |
| 6.          | Gianluca Nijholt   | NAC Breda       | 8           |
| -           | Willem Janssen     | FC Utrecht      | 8           |
| -           | Matúš Bero         | Vitesse Arnhem  | 8           |
| -           | Aaron Meijers      | ADO Den Haag    | 8           |
| -           | Jurgen Mattheij    | Excelsior       | 8           |
| -           | Jeffrey Fortes     | Excelsior       | 8           |
| -           | Glenn Bijl         | FC Emmen        | 8           |
| 9 játékos   | 9 játékos          | 9 játékos       | 7           |
| 14 játékos  | 14 játékos         | 14 játékos      | 6           |
| 22 játékos  | 22 játékos         | 22 játékos      | 5           |
| 42 játékos  | 42 játékos         | 42 játékos      | 4           |
| 49 játékos  | 49 játékos         | 49 játékos      | 3           |
| 68 játékos  | 68 játékos         | 68 játékos      | 2           |
| 82 játékos  | 82 játékos         | 82 játékos      | 1           |

| PIROS LAPOK | PIROS LAPOK          | PIROS LAPOK     | PIROS LAPOK |
| No.         | Játékos neve         | Csapat          | Lapok száma |
| ----------- | -------------------- | --------------- | ----------- |
| 1.          | Danilho Doekhi       | Vitesse Arnhem  | 2           |
| -           | Morten Thorsby       | SC Heerenveen   | 2           |
| -           | Urby Emanuelson      | FC Utrecht      | 2           |
| -           | Maikel van der Werff | Vitesse Arnhem  | 2           |
| -           | Jesper Drost         | Heracles Almelo | 2           |
| -           | José Rodríguez       | Fortuna Sittard | 2           |
| -           | Fabian Serrarens     | De Graafschap   | 2           |
| -           | Mounir El Allouchi   | NAC Breda       | 2           |
| -           | Matúš Bero           | Vitesse Arnhem  | 2           |
| 49 játékos  | 49 játékos           | 49 játékos      | 1           |

## Érdekességek és jubileumok
- A tavalyi osztályozókban feljutó FC Emmen lett az 54. csapat akik az Eredivisie-ben szerepelnek.
- Az Ajax stadionja, az Amsterdam ArenA a szezon előtt április 25-én – a már elhunyt Johan Cruijff születésnapján – hivatalosan is megkapta új nevét, a Johan Cruijff Arena nevet.[21]
- REKORD SZÜLETETT ǃǃǃ A PSV Eindhoven minden idők legjobb kezdését produkálta az Eredivisie történetében. Az első 13 fordulójából minden mérkőzését megnyerte és így új rekordot állított fel. Az eddig legjobb kezdés az Ajax csapatához fűződik akik az 1995/96-os szezonban megnyerték az első 12 mérkőzésüket.
- Több sorozat is megszakadt a bajnokság 18. fordulójában lejátszott De Klassieker-en (Feyenoord-Ajax 6ː2). Ezen a rangadón több mint 9 éve – 2008/09 – tudott utoljára 4 góllal nyerni valamelyik csapat. Majdnem 20 éve – 1998/99 – tudott utoljára az egyik csapat 6 gólt lőni a másiknak és utoljára több mint 35 éve – 1983/84 – esett legalább 8 gól ezen rangadón.
- A 20. fordulóban játszották le az Eredivisie történetének egyik legdurvább mérkőzését. A PEC Zwolle-FC Utrecht (3ː4) mérkőzésen összesen 7 sárga lapot és 2 azonnali piros lapot osztottak ki.
- A 23. fordulóban játszották le a bajnokság egyik legnagyobb rangadóját a PSV – Feyenoord mérkőzést. A mérkőzésen Sven van Beek a Feyenoord hátvédje piros lapot kapott, ezzel a Feyenoord is "megszerezte" 100. piros lapját az Eredivisie-ben.
- A 27. fordulóban a Willem Tilburg svéd támadója, Alexander Isak 3 büntetőt értékesített a Fortuna Sittard ellen. Ezzel ő lett az Eredivisie első játékosa aki büntetőből szerzett mesterhármast egy bajnoki mérkőzésen.
- A szezon végeztével visszavonult hivatalosan is a Feyenoord labdarúgója és a holland foci egyik legendás alakja, Robin van Persie. Utolsó mérkőzését május 12-én – Feyenoord-ADO 0ː2 – játszotta le.[22]
- Az AFC Ajax csapata az idei szezonban összesen 119 gólt szerzett a bajnokságban. Ezzel mind a csapat, mind a bajnokság történetében a 3. leggólerősebb bajnoki szezont produkálták. A bajnokság történetében a két leggólerősebb szezon is az Ajax csapatához fűződik (1966/67-ben 122 gól, 1985/86-ban 120 gól).

## Elhalasztott mérkőzések
- A 11. fordulóban elhalasztották a Feyenoord – VVV Venlo mérkőzést mivel pár perccel a mérkőzés megkezdése után majdnem minden fény kialudt a De Kuip stadionban. A mérkőzést november 4-ről áttették december 6-ra.
- A 24. fordulóban elhalasztották az Ajax – PEC Zwolle mérkőzést. Az Ajax kérte a holland labdarúgó szövetséget, hogy halasszák el a mérkőzést mivel az eredeti dátum után 2 nappal játszották a visszavágót a BL-nyolcaddöntőben (Real Madrid – Ajax 1-4). A mérkőzést március 3-ról átették március 13-ra.
- Elhalasztották a teljes 33. fordulót. Ebben a fordulóban már minden mérkőzés egy időpontban lett volna április 28-án. De mivel az Ajax április 30-án BL-elődöntőn lép pályára ezért a holland szövetség elhalasztotta a fordulót május 15-ére. Azzal az indokkal, hogy Hollandiában egy profi csapat sem játszhat 2 tétmérkőzést 48 órán belül. Így ebben a szezonban a 33. fordulóval ér véget a bajnokság[23]

## Külső hivatkozások
- Az Eredivisie hivatalos oldala Archiválva 2012. április 12-i dátummal a Wayback Machine-ben (hollandul)